# Ozana wynadensis
Ozana wynadensis là một loài bướm đêm trong họ Noctuidae.